# Patrik Anttonen
Pour les articles homonymes, voir Anttonen.
Patrik Anttonen est un footballeur suédois, né le 6 mars 1980 à Örebro en Suède. Il évolue comme arrière droit.

## Sélection
- Suède : 1 sélection
- Première sélection le 28 janvier 2009 : Mexique - Suède (0-1)

Patrik Anttonen a connu sa seule et unique sélection sous l'égide de Lars Lagerback, en 2009 contre le Mexique comme titulaire.

## Palmarès
Vierge